# Kuba na Letních olympijských hrách 1904
Kubu na Letních olympijských hrách 1904 v americkém Saint Louis reprezentovali 3 muži. Nejmladším účastníkem byl Ramón Fonst (21 let, 7 dní), nejstarším pak Manuel Díaz (30 let, 153 dní). Reprezentanti vybojovali 9 medailí, z toho 4 zlaté, 2 stříbrné a 3 bronzové.

## Medailisté
| Medaile | Jméno                 | Sport | Disciplína     |
| ------- | --------------------- | ----- | -------------- |
| Zlato   | Ramón Fonst           | šerm  | muži fleret    |
| Zlato   | Manuel Díaz           | šerm  | muži šavle     |
| Zlato   | Albertson Van Zo Post | šerm  | muži šerm holí |
| Zlato   | Ramón Fonst           | šerm  | muži kord      |
| Stříbro | Charles Tatham        | šerm  | muži kord      |
| Stříbro | Albertson Van Zo Post | šerm  | muži fleret    |
| Bronz   | Charles Tatham        | šerm  | muži fleret    |
| Bronz   | Albertson Van Zo Post | šerm  | muži kord      |
| Bronz   | Albertson Van Zo Post | šerm  | muži šavle     |